# قلعه اسکندرآباد
قلعه اسکندرآباد مربوط به دوران‌های تاریخی پس از اسلام تا دوره قاجار است و در شهرستان تایباد، بخش باخرز، روستای قلعه نو واقع شده و این اثر در تاریخ ۲۲ مرداد ۱۳۸۴ با شمارهٔ ثبت ۱۳۱۳۸ به‌عنوان یکی از آثار ملی ایران به ثبت رسیده‌است.